# Кодекс України про надра
Кодекс України про надра — закон України про надра, що регулює гірничі відносини з метою забезпечення раціонального, комплексного використання надр для задоволення потреб у мінеральній сировині та інших потреб суспільного виробництва, охорони надр, гарантування при користуванні надрами безпеки людей, майна та навколишнього середовища, а також охорону прав і законних інтересів підприємств, установ, організацій та громадян.
Містить дев’ять розділів: 
- I. Загальні положення.
- II. Геологічне вивчення надр.
- III. Державний облік родовищ, запасів і проявів корисних копалин (к.к.), а також ділянок надр, наданих у користування, не пов’язане з видобуванням к.к.
- IV. Проектування, будівництво і введення в експлуатацію гірничодобувних об’єктів, а також підземних споруд, не пов’язаних з видобуванням к.к.
- V. Користування надрами для розробки род. к.к. і для цілей, не пов’язаних з видобуванням к.к.
- VI. Охорона надр.
- VII. Державний контроль і нагляд за веденням робіт по геологічному вивченню надр, їх використанням та охороною.
- VIII. Спори з питань корис-тування надрами. Відповідальність за порушення законодавства про надра.
- IX. Міжнародні відносини.

Кодекс ухвалено 17 липня 1994 року.